# George Craven (cầu thủ bóng đá)
George Craven (1917 – ?) là một cầu thủ bóng đá người Anh thi đấu ở vị trí thủ môn ở Football League cho York City, và ở bóng đá non-league cho Fishergate Old Boys.